# Bolsa de Johannesburgo
La Bolsa de Johannesburgo o JSE Limited (previamente JSE Securities Exchange y Johannesburg Stock Exchange) es la mayor bolsa de valores en África. Está situado en la esquina de la calle Maude y Gwen Lane en Sandton, Johannesburgo, Sudáfrica. En 2003 la bolsa de Johannesburgo tenía una estimación de 472 compañías listadas y una capitalización bursátil de US$182.600 millones (€158.000 millones), así como una media de US$6.399 millones (€5.500 millones) de volumen de negociación de mercado. A 30 de septiembre de 2006, el mercado de capitalización bursátil era de US$579.100 millones. El JSE es en la actualidad (2015) el 17.º mayor mercado bursátil del mundo.
El JSE planes crear una bolsa panafricana que en un principio permita a los inversores comercializar sus acciones en Ghana, Namibia, Zimbabue y Zambia. Más tarde pretende expandirla en todo el resto de África.

## Historia
El descubrimiento de oro en el Witwatersrand en 1886 llevó a abrir muchas compañías mineras y financieras y pronto surgió la necesidad de una bolsa de comercio.
Fue fundada la Johannesburg Exchange & Chambers Company por un hombre de negocios de Londres, Benjamin Minors Woollan y puso la sede en la esquina de las calles Commissioner y Simmonds. El JSE nació el 8 de noviembre de 1887. Hacia 1890 la sede de negociación se convirtió en demasiado pequeña y tuvo que ser reconstruida, aunque nuevamente quedó pequeña su capacidad. La sede entonces cambió de calle. En 1903 fue construido un nuevo edificio para la bolsa de Johannesburgo en la calle Hollard. Era un edificio de pisos que ocupaba toda una manzana entre las calles Fox, Main, Hollard y Sauer.
Después de la II Guerra Mundial, quedó en evidencia que este edificio era nuevamente inadecuado y en 1947 se tomó la decisión de reconstruir la bolsa de valores. Llevó 11 años antes de que comenzara la construcción y en febrero de 1961 se abrió oficialmente la segunda bolsa de la calle Hollard. En 1963, el JSE se convirtió en miembro de la World Federation of Exchanges (antes «Federation Internationale des Bourses de Valeurs»).
En 1978, el JSE tomó su sede en el n.º 17 de la calle Diagonal, cerca de la calle Kerk, en Johannesburgo. En 1993 el JSE se convirtió en miembro activo de la Asociación Africana de Bolsas de Valores (African Stock Exchanges Association). El 7 de junio de 1996, después de 108 años, el sistema de corros financieros de negociación fue cambiado a un sistema electrónico.
En septiembre de 2000, el JSE se trasladó a su presente localización en Sandton, Gauteng, y cambió su nombre oficial a JSE Securities Exchange.
En 2001 se alcanzó un acuerdo con la bolsa de Londres para permitir la negociación de acciones cruzadas entre las dos bolsas
y reemplazar el sistema de negociación del JSE por el de la bolsa de Londres (LSE).

## Sobre el JSE
El JSE provee un mercado donde las acciones pueden ser negociadas libremente bajo un procedimiento regulado. Esta no solo canaliza fondos a la economía, sino que también proporciona a los inversores un retorno de sus inversiones en forma de dividendos.
La bolsa está dirigida por un comité honorario de 16 personas, todos con derecho a votos. Los miembros electos, que no pueden ser menos de ocho ni más de once, pueden elegir un presidente ejecutivo y cinco miembros de fuera del comité. Las decisiones políticas son tomadas por el comité y son llevadas a cabo por un comité ejecutivo a tiempo completo encabezado por el presidente ejecutivo.
El JSE es gobernado por sus miembros pero mediante el uso de los servicios del JSE y sus instalaciones, estos miembros también son clientes del mismo. A pesar de que solo existe una bolsa de valores en Sudáfrica, la Ley de Control de las Bolsas de Valores permite la existencia y operación de más de una bolsa. Cada año la bolsa de Johannesburgo debe solicitar al Ministerio de Finanzas de Sudáfrica una licencia de operaciones que otorga el control externo de la bolsa al Financial Services Board (Consejo de Servicios Financieros de Sudáfrica).

### JSE TradElect
El sistema automatizado de negociación electrónico del JSE es llamado JSE TradElect. TradElect es operado bajo licencia de la bolsa de Londres (London Stock Exchange). Este sistema remplazó el antiguo sistema JSE SETS en abril de 2007.

### Horario
El horario normal de las sesiones de la bolsa de Johannesburgo es de 9:00 a. m. a 5:00 p. m. todos los días excepto sábados, domingos y festivos.

## Alternative Exchange
El Alternative Exchange (AltX) es una bolsa de valores fundada como división del JSE con la intención de acomodar pequeñas y medianas empresas de alto crecimiento. Su website es accesible desde la página principal del website de JSE. 

### Propiedad
La bolsa de Johannesburgo es operada por JSE Limited, una compañía listada entre las principales del mercado desde junio de 2006.